# Maestrul și Margareta
Maestrul și Margareta este un roman al scriitorului rus Mihail Bulgakov despre o vizită a diavolului în Uniunea Sovietică. Mulți critici îl consideră una din cele mai importante opere ale secolului XX. Romanul îmbină realitatea cu supranaturalul, motiv pentru care a fost  publicat  la aproape trei decenii de la moartea autorului (1940), într-o formă cenzurată, care să nu afecteze concepția bolșevicilor care respingeau orice manifestare a fantasticului. Moscova anilor 1930, care primește vizita Satanei, deghizat ca „profesorul” Woland, un misterios gentilom „magician” de origini misterioase. Alaiul acestuia este alcătuit din Koroviev/Fagotto, motanul Behemoth, asasinul Azazello, Abadonna și vrăjitoarea Hella. Dezastrul provocat de acest grup vizează elita literară, împreună cu sindicatul MASSOLIT.
Pe un plan alternativ, se desfășoară în Ierusalim, pe vremea lui Ponțiu Pilat, evenimentele descrise de Woland în discuția sa cu Berlioz și oglindite în paginile romanului Maestrului. Este vorba de judecata lui Pilat din Pont asupra lui Yeshua Ha-Nozri, recunoașterea unei afinitati și a unei nevoi spirituale fata de Yeshua și acceptarea ezitanta, dar resemnata - din partea lui Pilat - a executarii lui Yeshua.

## Rezumat
Romanul începe cu o confruntare directă între capul ateist al birocrației literare, Berlioz (Берлиоз), și un gentilom străin, care se prezintă ca profesorul Woland, consultant de magie neagră. Tema este existența lui Iisus Hristos. Profesorul îi prezice moartea, Berlioz ajunge să-l creadă nebun, și pleacă să sune un ospiciu. Profeția se îndeplinește, peste doar câteva pagini ale carții. La moartea acestuia, este martor tânărul său prieten și angajat, poetul Ivan Ponîrev. Încercările sale disperate de a fugări străinul și conspiratorii acestuia și a avertiza lumea asupra naturii lor misterioase și răuvoitoare are drept consecință o trimitere la un azil de nebuni. Astfel, Ivan ajunge să-l cunoască pe Maestru, un autor pe care respingerea manuscrisului său despre Hristos și Ponțiu Pilat îl împinge să-l ardă și să-și întoarcă spatele lumii, inclusiv iubitei lui, Margareta (Маргарита).
A doua zi după moartea lui Berlioz, Woland și escorta lui se mută în apartamentul acestuia, de unde Azazello îl aruncă pe co-locatar, Stepan Bogdanovici Lihodeev, „afară din Moscova la toți dracii”, în Ialta. Printre punctele importante care urmează, este o portretizare satirică a grupării MASSOLIT și a locului de întrunire al acesteia, Casa Griboedov și spectacolul profesorului Woland la Teatrul de varietăți, o satiră la adresa vanității, lăcomiei și credulitatii celor recent îmbogățiți.
A doua parte a romanului o prezinta pe Margareta, amanta Maestrului, care refuză să accepte disperarea iubitului. Ea este invitată la balul diavolului din noaptea Valpurgiei, unde Woland îi oferă șansa de a deveni o vrăjitoare cu puteri supranaturale. Acest moment coincide cu noaptea din Vinerea Mare  - din moment ce romanul Maestrului are de-a face, de asemenea, cu același motiv al lunii pline, atunci când soarta lui Hristos a fost pecetluita de Pilat din Pont și el a fost răstignit în Ierusalim. Toate cele trei evenimente din roman sunt legate de acest moment. 
Margareta învață să zboare și să-și controleze temperamentul nestăpânit, nu înainte de a se răzbuna pe gruparea de scriitori pentru disperarea iubitului ei. Luând-o pe entuziasta ei cameristă Natașa cu ea, Margareta zboară peste pădurile și râurile URSS, se îmbăiază și se întoarce cu Azazello, escorta ei, la Moscova, drept gazda balului. Alături de acesta, va întâmpina celebritățile întunecate ale iadului. Ea supraviețuiește și Satana îi oferă Margaretei o dorință. Aceasta cere iertare pentru o femeie pe care o întâlnise la bal, care fusese violată și își sufocase copilul cu o batistă; pedeapsa ei era să se trezească, în fiecare zi, cu batista pe noptieră. Diavolul acceptă și-i oferă încă una, de vreme ce prima nu avea nici o legătură cu dorințele Margaretei. Aceasta cere să elibereze Maestrul și să trăiască - deși, în sărăcie - alături de el.
Nici Woland, nici Yeshua nu apreciază alegerea ei și după îndeplinirea dorinței, Azazello este trimis după ei. Toți beau din vinul otrăvit al lui Ponțiu Pilat, în subsolul Maestrului. Maestrul și Margareta mor - deși, moartea lor este metaforică. Azazello le vede manifestările fizice murind și îi trezește și ei părăsesc Moscova, împreună cu diavolul, în ziua de Paște. Cei doi, pentru a nu-și fi pierdut încrederea în umanitate, primesc „pace”, dar nu și „lumină” – altfel spus, vor trăi eternitatea într-un domeniu al umbrelor, dar plăcut (similar cu descrierea Primului cerc din Divina Comedie a lui Dante). Ponțiu Pilat este eliberat - Maestrul îl cheamă, spunându-i că este, în sfârșit, liber.

## Structura
Romanul este alcătuit din două părți. Cartea Întâi are 18 capitole, iar Cartea a Doua, 15 și un Epilog. Fiecare capitol are titlu. Romanul este împărțit  în trei povești diferite, care se întrepătrund. În primul plan sunt evenimentele din Moscova, aventurile vizitatorilor satanici conduși de profesorul Woland. În cel de-al doilea plan sunt evenimentele ce se referă la crucificarea lui Yeshua  Ha-Notsri sau Iisus Hristos în Ierusalimul secolului întâi. Cel de-al treilea plan este reprezentat de povestea de dragoste dintre Maestru și Margareta. Toate cele trei povești se desfășoară de miercuri până în noaptea de sambătă spre duminică a Săptămânii Mari.
Mihail Bulgakov satirizează lăcomia, vanitatea, corupția și pervertirea morală a contemporanilor săi, atacând totodată ateismul instaurat în Rusia stalinistă a anilor 1930. Scriitorul construiește o alegorie complexă (și, uneori, ambiguă) despre bine și rău, despre curaj și lașitate, despre dragoste și sacrificiu. Nu lipsește celebrul pact cu diavolul, căci una dintre influențele romanului a fost Faustul lui Goethe, operă din care cei avizați pot recunoaște numeroase referințe și simboluri

## Scrierea și publicarea romanului
Mihail Bulgakov a început  romanulul „Maestrul și Margareta” în anul 1928 și a lucrat la el timp de 12 ani. Au existat în total opt variante ale romanului. De teama poliției politice, Mihai Bulgakov și-a ars manuscrisul în 1930 (romanul a fost interzis în timpul regimului dictatorial al lui Stalin), apoi l-a rescris din memorie. În 1932, începe o nouă redactare, iar în 1933 arde din nou o parte din manuscris, evitând astfel o posibilă arestare. În 1938 rescrie din nou cartea, o revizuiește și se decide definitiv asupra titlului. Cartea a avut o seamă de titluri, printre care „Roman despre diavol”, „Satana la Moscova” sau „Magicianul negru”.Din cauza cenzurii sovietice manuscrisul nu a fost publicat în timpul vieții autorului.O versiune cenzurată a fost publicată, aproape treizeci de ani mai târziu, între anii 1966-1967, la Moscova, iar textul complet a apărut la Paris, unde a fost tipărit și distribuit din mână-n mână. Prima ediție completă a apărut în Uniunea Sovietică abia în 1973, aceasta fiind versiunea canonică până în 1989, când a fost compilată o ultimă versiune, bazată pe toate manuscrisele lăsate de Bulgakov.

## Traduceri
Romanul „Maestrul și Margareta” , ultima operă a lui Bulgakov, „oferită” cu o mare întârziere, a produs, chiar din momentul apariției, o impresie stupefiantă. A fost tradusă în toate limbile europene de largă circulație și a provocat o avalanță de comentarii și recenzii. Prima ediție  în limba română a romanului  „Maestrul și Margareta” , apare în 1970, în traducerea Nataliei Radovici, la Editura pentru Literatură. În aceiași traducere apare la Editura Minerva din București, în 1972, la Editura Polirom, în 2014, la Editura Art/Paladin, în 2021.  În traducerea lui Ion Covaci, romanul apare la Editura Humanitas în două ediții ( 2007 și 2024). În 2015, apare în traducerea Antoanetei Olteanu, la Editura Corint Books.

## Personaje

### Ruși contemporani
Maestrul
Margareta Nikolaevna este amanta maestrului.
Mihail Alexandrovici Berlioz este redactorul-șef la o revistă de literatură și președintele consiliului grupării literare numită satiric MASSOLIT (literatură de masă). Acesta este caracterizat de narator încă din primele pagini ca "un bărbat la vreo patruzeci de ani, îmbrăcat în haine gri de vară, mic de stat, brunet, dolofan și chel, ținea în mînă pălăria decentă, din fetru moale; fața bine bărbierită i-o împodobeau niște ochelari uriași cu ramă neagră de baga" cu o "voce de tenor liric".
Ateu și foarte cult în această direcție, acesta încearcă să-i demonstreze lui Ivan că Iisus n-a existat niciodată. Discuția lor este întreruptă de profesorul Woland, care încearcă să le demonstreze, dimpotrivă, existența, povestindu-le întâlnirea dintre Yeshua Ha-Nozri și Ponțiu Pilat. Acesta îl crede nebun și pleacă să dea un telefon, ceea ce conduce exact la situația descrisă de diavol, el alunecând pe ulei vărsat de floarea soarelui în calea unui tramvai, condus de o femeie, care îi retează capul.
Ivan Nikolaevici Ponîrev, este un poet tânăr și energic, care scrie la revista lui Berlioz sub pseudonimul Bezdomnâi (Pribeagul). Descris ca "un tînăr lat în umeri, roșcovan, ciufulit" acesta este mult mai impulsiv și suspicios.
Stepan Bogdanovici Lihodeev, este colegul de apartament al lui Berlioz și directorul Teatrului de Varietăți. A doua zi după moartea lui Berlioz, acesta primește vizita profesorului Woland, care-i dezvăluie că semnaseră un contract pentru șapte spectacole și se va muta în apartamentul lui împreună cu alaiul său. În timpul discuției Koroviev și Behemot îl acuză că profită de pe urma statului și este un director incapabil după care Azazello îl expediază în Ialta ca să facă loc în apartament.
Grigori Danilovici Rimski, directorul financiar al Teatrului de varietăți.
Ivan Savelievici Varionuha, administratorul teatrului.
Natașa - Camerista Margaretei.
Nikanor Ivanovici Bosoi, președintele asociației locatarilor din imobilului în care locuise Berlioz, este "bănuitor" și "grosolan din fire".

### Woland și alaiul său
Woland (Воланд) (o întruchipare a Diavolului).
Behemot (Бегемот, un Motan Încălțat subversiv, numele referindu-se în același timp la monstrul biblic și la rusescul pentru hipopotam) - un motan negru, răutăcios, vorbăreț, abil în mânuirea armelor. 
Koroviev (Фагот, al cărui nume înseamnă fagot) un "fost dirijor de cor bisericesc" cu rol de valet.
Azazello, (Азазелло, cu trimitere la Azazel) este descris ca "un ins mic, dar neobișnuit de lat în umeri, cu gambetă pe cap și cu un colț care, ieșindu-i din gură, îi sluțea mutra — și așa neînchipuit de hidoasă și de respingătoare. Pe deasupra, avea și părul roșu ca para focului.".
Hella (Гелла).
Abadonna (Абадонна, trimitere la ebraicul Abaddón - unul dintre Îngerii morții) a cărui privire aduce moartea.

### Personaje din romanul Maestrului
Ponțiu Pilat
Yeshua Ha-Nozri (Иешуа га-Ноцри, „Iisus Nazariteanul”)
Aphranius
Levi Matvei
Joseph Kaifa
Judah of Kiriaf

## Adaptări
Încercări de a ecraniza în Rusia acest roman au fost multe, printre care filmul de 207 minute al lui Iuri Kara, realizat la mijlocul anilor 1990, dar lansat abia în august 2011, însă regizorul Vladimir Bortko a devenit primul care a reușit să ducă acest proiect până la capăt, în anul 2005. Rolurile principale sunt interpretate de: Anna Kovalciuk, Aleksandr Galibin, Oleg Basilașvili. Pentru a respecta nu numai romanul lui Bulgakov, ci și aspectele istorice, regizorul a ales să întoarcă totul pe dos: la Sankt Petersburg a filmat Moscova anilor ’30, în Bulgaria, palatul lui Irod, iar Golgota a filmat-o în Crimeea. Poate că filmul lucrat în 2005 ca o lecție de anatomie, de regizorul Vladimir Bortko, nu este spectaculos neapărat, dar el îi este loial textului bulgakovian, compensând cenzura de odinioară asupra autorului și capodoperei sale. În România, filmul a fost difuzat în zece episoade subtitrate în limba română de TVR Cultural.
În anul 2024, romanul Maestrul și Margareta  a fost din nou ecranizat de regizorul rus Michael Lockshin, un cetățean american care a crescut în Rusia și care s-a opus în mod deschis războiului din Ucraina. Pelicula a fost filmată pe parcursul a patru luni, în 2021, moment în care Lockshin s-a întors în Los Angeles pentru a monta imaginile. Inițial, Universal Pictures International urma să lanseze filmul pe plan intern în 2023. Aceste planuri au fost însă date peste cap odată cu invazia Rusiei în Ucraina în februarie 2022, care a determinat Universal și alte studiouri de la Hollywood să se retragă de pe piața rusă. Filmul Maestrul și Margareta a avut premiera în ianuarie 2024 și a avut aprecieri pozitive în presa rusă.În România, filmul a fost lansat în premieră la Cinema Muzeul Țăranului din București (28 septembrie 2024), în cadrul Bucharest Internațional Film Festival (BIFF) 2024.
Romanul a fost adaptat și ca piesă de teatru. În anul 1980, la Teatrul Mic din București, a avut loc premiera spectacolului de teatru în regia Cătălinei Buzoianu.